# Super Bock
Super Bock è una marca portoghese di birra, con sede a Leça do Balio, nei pressi della città di Porto.
Le birre Super Bock sono le più popolari del Portogallo (42% del mercato, secondo i dati del settembre 1998) soprattutto nel nord del Paese mentre nelle altre zone è maggiore la concorrenza di Sagres e Coral, tipica di Madera. La Super Bock è venduta nel 90% dei ristoranti e negozi portoghesi e in ventuno altre nazioni, tra le quali Angola, Bermuda, Canada, Mozambico, Svizzera, Regno Unito, Cuba e Spagna.
Super Bock è stata riconosciuta per la sua qualità da Monde Selection.
È disponibile in diverse varietà:
- Classic (tasso alcolico 5,6%)
- Abadia (tasso alcolico 6,4%): birra scura
- Stout (tasso alcolico 5%): birra nera
- Green (tasso alcolico 4%): birra con limone
- Tango: con retrogusto di ribes
- Twin: versione non alcolica